# 村瀬学
村瀬 学（むらせ まなぶ、1949年 - ）は、日本の児童文化研究者、心理学者。同志社女子大学名誉教授。

## 来歴
京都市出身。同志社香里高等学校を経て1973年同志社大学文学部（哲学科）卒。高校時代からセーレン・キェルケゴールを読み、大学の卒論でもキェルケゴールを論じた。
大阪府交野市の心身障害児通所施設あすなろ園職員を経て、同志社女子大学教授。
第34回日本児童文学学会奨励賞受賞。

## 著書
- 『初期心的現象の世界 理解のおくれの本質を考える』（大和書房） 1981、のち大和選書、洋泉社NC新書
- 『理解のおくれの本質 子ども論と宇宙論の間で』（大和書房） 1983、のち大和選書
- 『子ども体験』（大和書房） 1984
- 『小さくなあれ』（大和書房） 1985
- 『新しいキルケゴール 多者あるいは複数自己の理論を求めて』（大和書房） 1986
- 『夢ってなんだろう』（杉浦範茂絵、福音館書店） 1986、のち再版（たくさんのふしぎ傑作集）- 1988年度カタロニア賞受賞
- 『『人間失格』の発見 倫理と論理のはざまから』（大和書房） 1988
- 『未形の子どもへ 人生四苦八苦から』（大和書房） 1989
- 『『銀河鉄道の夜』とは何か』（大和書房） 1989
- 『人を殺すということ 少年期をこえるところへ向けて』（ボーダーインク） 1990
- 『「いのち」論のはじまり』（JICC出版局） 1991、のち洋泉社
- 『恐怖とは何か』（JICC出版局） 1992
- 『児童文学はどこまで闇を描けるか 上野瞭の場所から』（JICC出版局） 1992
- 『「怒り」の構造 この不本意を生きるかたち』（宝島社） 1993
- 『「いのち」論のひろげ』（洋泉社） 1995
- 『子どもの笑いは変わったのか ビートたけしの挑戦』（岩波書店） 1996
- 『ことわざの力 この共生への知恵づくり』（洋泉社） 1997
- 『13歳論 子どもと大人の「境界」はどこにあるのか』（洋泉社） 1999
- 『なぜ大人になれないのか 「狼になる」ことと「人間になる」こと』（洋泉社新書） 2000
- 『哲学の木 いのちの寓話』（平凡社） 2001
- 『なぜ「丘」をうたう歌謡曲がたくさんつくられてきたのか 戦後歌謡と社会』（春秋社） 2002
- 『10代の真ん中で』（岩波ジュニア新書） 2002
- 『次の時代のための吉本隆明の読み方』（佐藤幹夫聞き手、洋泉社） 2003
- 『宮崎駿の「深み」へ』（平凡社新書） 2004
  - 朝鮮語版 미야자키 하야오의 숨은 그림 찾기、무라세 마나부 지음、정현숙 엮음、한울、2006
- 『カップリングの思想 「あなた」の存在論へ』（平凡社） 2004
- 『自閉症 これまでの見解に異議あり!』（ちくま新書） 2006
- 『「あなた」の哲学』（講談社現代新書） 2010
- 『「食べる」思想 人が食うもの・神が喰うもの』（洋泉社） 2010
- 『長新太の絵本の不思議な世界 哲学する絵本』（晃洋書房） 2010
- 『次の時代のための吉本隆明の読み方』（言視舎） 2012
- 『徹底検証古事記 すり替えの物語を読み解く』（言視舎） 2013
- 『古事記の根源へ NHK100分de名著『古事記』はなぜ「火の神話」を伝えないのか』（言視舎） 2014

三浦佑之の古事記論への検証
- 『宮崎駿再考『未来少年コナン』から『風立ちぬ』へ 』（平凡社新書） 2015
- 『鶴見俊輔』（言視舎評伝選） 2016
- 『『君たちはどう生きるか』に異論あり! 「人間分子観」について議論しましょう』（言視舎） 2018
- 『いじめの解決 教室に広場を 「法の人」を育てる具体的な提案』（言視舎） 2018
- 『いじめ 10歳からの「法の人」への旅立ち』（ミネルヴァ書房） 2019

### 編著
- 『わたしはこんな本を作ってきた 編集者 = 小川哲生の本』（編、言視舎） 2011